# Сафронова, Пелагея Андриановна
Пелагея Андриановна Сафронова (1919, село Владимировка, Кокчетавский уезд, Акмолинская область, Российская империя — неизвестно) — главный агроном Весёловской МТС Молотовского района Акмолинской области, Казахская ССР. Герой Социалистического Труда (1957).

## Биография
Родилась в 1919 году в крестьянской семье в селе Владимировка Кокчетавского уезда. В 1939 году окончила Петропавловский сельскохозяйственный техникум по специальности «агроном-полевод». Полгода трудилась преподавателем в неполной средней школе в селе Михайловка.
С марта 1940 года — заведующая отделом школьной молодёжи Молотовского райкома ВЛКСМ. С августа 1941 года — агроном Молотовского районного земельного отдела. С 1942 года — агроном колхоза имени Ленина в родном селе Владимировка. В последующие годы: участковый агроном Сандыктавской МТС (1945—1947), агроном Молотовского районного земельного отдела (апрель 1947 — февраль 1948), секретарь Молотовского райсовета (1948—1950), агроном-семеновод Молотовского райсельхозотдела (1950—1951), агроном спехозяйства в селе Бастримовка (1951—1953). С 1953 года член КПСС.
С июля 1953 года — старший агроном Весёловской МТС Молотовского района. В 1956 году применила передовые агротехнические методы и обеспечила получение высокого урожая в колхозах, которые обслуживали труженики Весёловской МТС. На угодьях колхозов было собрано в среднем по 16,7 центнеров зерновых с каждого гектара с площади 47 тысяч гектаров. Указом Президиума Верховного Совета СССР от 11 января 1957 года удостоена звания Героя Социалистического Труда за «особо выдающиеся услуги, достигнутые в освоении целинных и залежных земель, и получение высокого урожая» с вручением ордена Ленина и золотой медали «Серп и Молот» (№ 7261).
С апреля 1959 года — заместитель председателя, с марта 1960 года — председатель Балкашинского райисполкома. Избиралась депутатом Акмолинского областного Совета депутатов трудящихся.
Дальнейшая судьба не установлена.
Награды
- Герой Социалистического Труда
- Орден Ленина
- Медаль «За трудовую доблесть» (09.04.1947)